# ملعب ساني أباتشا
ملعب ساني أباتشا هو ملعب متعدد الاستخدامات يقع في مدينة كانو في ولاية كانو في نيجيريا. وهو حاليا يستخدم في مباريات كرة القدم حيث أنه ملعب العودة لنادي كانو بيلارس حيث أنه يستضيف مباريات العودة لهذا النادي. يتسع الأستاد لحوالى 18,000 متفرج. والملعب واحد من ثماني ملاعب تم استخدامها في كأس العالم للناشئين لكرة القدم 2009 التي عقدت في نيجيريا. وقد تم تسمية الملعب على اسم ساني أباتشا وهو دكتاتور عسكري سابق.